# Hochschule für angewandte Wissenschaften Bamberg
Die Hochschule für angewandte Wissenschaften Bamberg – University of Applied Sciences (HS bzw. FH Bamberg) war eine private, in Bayern staatlich anerkannte Fachhochschule für Gesundheit in der oberfränkischen Universitätsstadt Bamberg.

## Geschichte und Organisation

### Trägergesellschaft
Die Hochschule ging aus der Fachhochschule Schloss Hohenfels hervor. Im August 2010 zog die Fachhochschule Schloss Hohenfels von Coburg nach Bamberg um. Aus diesem Grund wurde der Namenswechsel vollzogen, sie trug seit Beginn des Sommersemesters 2011 mit Zustimmung des Bayerischen Staatsministeriums für Wissenschaft, Forschung und Kunst den Namen Hochschule für angewandte Wissenschaften Bamberg – University of Applied Sciences mit dem Zusatz Private Hochschule für Gesundheit. Seit 2010 war das Deutsche Erwachsenen-Bildungswerk über die Hochschule für angewandte Wissenschaften Bamberg gemeinnützige GmbH Träger der Hochschule. Gründungspräsident war Jürgen Bauer, Präsident war Matthias Brem. Die Geschäftsführung der Trägergesellschaft hatte Jacqueline Erben-Schmittfull inne.

### Denkmalgeschütztes Lehrgebäude
Die Lehrveranstaltungen wurden in einem denkmalgeschützten Lehrgebäude in Bamberg durchgeführt.

### Internationale Kooperationen
Die Hochschule unterhielt Kooperationsvereinbarungen mit der Karls-Universität Prag, der Universität Uppsala und der Stradina-Universität Riga.

### Abgabe des Lehrbetriebs
Zum 1. September 2013 wurde das Studienangebot an die staatlich anerkannte, private Fachhochschule des Mittelstands übertragen.

## Vollzeitstudiengänge
Die klassische Voraussetzung für das Studium ist das Abitur oder Fachabitur. Jedoch konnte das Studium auch mit einem mittleren Bildungsabschluss, einer mindestens zweijährigen Ausbildung im Gesundheitswesen oder drei Jahre Berufspraxis in Verbindung mit einem Beratungsgespräch an der Hochschule aufgenommen werden. Bisher konnten diese Fachrichtungen nur im Rahmen von Berufsausbildungen an Berufsfachschulen erlernt werden. Die Hochschule für angewandte Wissenschaften Bamberg war die einzige Hochschule in Bayern, welche die beiden Fachrichtungen als Vollzeitstudiengang anbot.

### Physiotherapie und Logopädie (Bachelor of Science)
Ab dem Wintersemester 2010/2011 bot die Hochschule für angewandte Wissenschaften Bamberg die Vollzeitstudiengänge Physiotherapie und Logopädie an. Der Studiengang Physiotherapie wurde geleitet von dem Sportwissenschaftler Konstantin Karanikas. Der Studiengang Logopädie wurde geleitet von der akademischen Logopädin Marianna Hricova. Die beiden Fachrichtungen konnten als grundständiges Studium absolviert werden. Nach dem sechsten Semester erhalten die Studierenden ihre Berufsurkunde, die sie dazu berechtigt, im jeweiligen Schwerpunkt ihren Beruf auszuüben. Nach dem siebten Semester schließt das Studium mit dem Erwerb des international anerkannten und angesehenen Abschluss Bachelor of Science (B. Sc.) ab.

### Gesundheitsmanagement (Bachelor of Arts)
Der Studiengang Gesundheitsmanagement soll den komplexen Bereich der Gesundheit abdecken. Hierbei werden vor allem sozialpolitische und sozialmedizinische Handlungsfelder aufgearbeitet. Der gemeinsame Nenner der einzelnen Fachdisziplinen sind die Public-Health-Sciences. So werden gesundheitsökonomische und betriebswirtschaftliche Themen aufgegriffen, wie zusätzliches Wissen von verschiedenen Fachbereichen gelehrt, unter anderem Medizin, soziale Epidemiologie, Sprachen, Soziologie, Politik, Psychologie, qualitative Verfahren und Statistik. Da die Ausrichtung dieses Studiengangs auf der Grundlage von Public Health in eine gesundheitssoziologische, wirtschafts- und sozialwissenschaftliche Richtung geht, wird der akademische Grad „Bachelor of Arts“ gewählt.

### Präventions- und Eventmanagement (Bachelor of Arts)
Der Studiengang bildet in dieser Kombination ein Novum. Verknüpft werden Handlungsfelder und Themengebiete aus der Wirtschaftswissenschaft, Gesundheitswissenschaft, Medienwissenschaft, Medizin, Psychologie und Sozialwissenschaft; vorbereitet werden die Studierenden auf Tätigkeiten im Kontext von Empowerment und Salutogenese sowohl als persönlicher Coach in Krisensituationen wie in der Öffentlichkeitsarbeit, Eventplanung und -organisation. Dieser Studiengang ist wirtschafts- und geisteswissenschaftlich ausgerichtet. Studierende erhalten als akademischen Grad einen „Bachelor of Arts“.

### Krankenhaus- und Praxismanagement (Bachelor of Science)
In dem Studiengang „Krankenhaus- und Praxismanagement“ wird vorrangig Wissen gelehrt, das auf dem Hintergrund Public-Health-orientierter Organisationsentwicklung Kompetenzen in den Handlungsfeldern der Medizin, der Kommunikation, des Rechts und der Wirtschaft vermittelt. Die Studierenden erwerben Grundlagen um in den Institutionen des Gesundheitswesens, vor allem in der stationären und ambulanten Versorgung, als forschungsbasierte Führungskraft tätig zu sein. Aufgrund dieser Ausrichtung wurde der akademische Grad „Bachelor of Science“ gewählt.